# کاخ ملل
کاخ ملل (فرانسوی: Palais des Nations‎، پله ده ناسیو) مقر دفتر سازمان ملل متحد در ژنو سوئیس است. این ساختمان بین سال‌های ۱۹۲۹ تا ۱۹۳۸ ساخته شد تا مقر جامعه ملل باشد. پس از انحلال جامعه ملل، سازمان ملل متحد جایگزین آن شد و در ۱۹۴۶، دبیرکل سازمان ملل متحد قراردادی را با مقامات سوئیسی امضا کرد تا این ساختمان در اختیار سازمان ملل قرار بگیرد. این در حالی بود که سوئیس تا سال ۲۰۰۲ به عضویت سازمان ملل در نیامد.
تنها در سال ۲۰۱۲، کاخ ملل میزبان بیش از ۱۰٬۰۰۰ نشست بین‌المللی بود.